# Cifuentes de Rueda
Cifuentes de Rueda es una localidad del municipio de Gradefes, provincia de León, Castilla y León, España. Dicho municipio se encuentra en el margen del curso medio del río Esla, en la transición entre la Comarca de Tierras de León, y la Comarca de Esla-Campos. Se puede llegar, desde León, cogiendo la N-601 (León-Valladolid), y desviándose bien por la LE-213, a su paso por Villafañe, o bien por la Carretera CV-162-25, a su paso por Vega de los Árboles.

## Historia

### Siglo XIX
Así se describe a Cifuentes de Rueda en la página 398 del tomo VI del Diccionario geográfico-estadístico-histórico de España y sus posesiones de Ultramar, obra impulsada por Pascual Madoz a mediados del siglo XIX:

CIFUENTES DE RUEDA

Lugar en la provincia, diócesis y partido judicial de León, audiencia territorial y capitanía general de Valladolid, ayuntamiento de Gradefes.
Situado en la falda de una cordillera de cuestas que le dominan por el O y NO. Su clima es húmedo, y en el estío ardoroso por lo mucho que le bate el sol. Sus enfermedades más comunes, tercianas, cuartanas, reumas y algunas fiebres gástricas y pulmonares.
Tiene 60 casas; escuela de primeras letras, dotada con 300 reales a que asisten 40 niños de ambos sexos durante los 8 meses que está abierta; la iglesia parroquial (la Asunción de Nuestra Señora), servida por un cura de primer ascenso y presentación del duque de Uceda; un beneficio ad curam animarum de libre colación; una ermita dedicada a Santa Inés, y buenas y abundantes aguas para el consumo del vecindario.
Confina N Nava de los Caballeros; E Villabiéra, S Casasola, y O Val de Aliso.
El terreno es de buena calidad; le fertilizan las aguas del río Esla por medio de un cauce que también mueven las ruedas de un molino harinero y otro de aceite de linaza.
Los caminos locales, a excepción del que desde las montañas de Cervera de Río Pisuerga conduce a León, de cuyo punto recibe la correspondencia por el valijero de Gradefes.
Producciones: trigo, cebada, avena, centeno; toda clase de legumbres, mucho lino, buen cáñamo; frutas, hortaliza y pastos; cría ganado vacuno, lanar, cabrío y mular; caza de perdices, liebres y conejos, y pesca de truchas, anguilas, barbos y escaños.
Industria y comercio: varios telares de lienzos caseros y los indicados molinos; se extrae lino y ganados, y se importa vino y otros artículos de consumo.
Población: 50 vecinos, 200 almas.

Contribución: con el ayuntamiento.

## Economía
Históricamente, las principales fuentes de ingresos han sido la agricultura (secano y regadío) y la ganadería.

## Fiestas
Las fiestas patronales son el 14, 15 y 16 de agosto, festividad de la Nuestra Señora de la Asunción, y se celebran en la plaza "El Trinquete", que se encuentra en medio del casco urbano. Una de las tradiciones de esta festividad es sacar a la Virgen de la Asunción en procesión junto al pendón del pueblo, desde la plaza del Padre Olegario, (lugar donde se encuentra la iglesia del pueblo) a al plaza del Trinquete, y fiestas que por las noches atraen afluencia masiva de gente de toda la provincia.